# Jose Baxter
Jose Baxter (Bootle, 7 de fevereiro de 1992) é um futebolista inglês que atua como atacante.